# Geoffrey Kipsang Kamworor
Geoffrey Kipsang Kamworor, född 22 november 1992, är en kenyansk långdistanslöpare.
Kipsang Kamworor tävlade för Kenya vid olympiska sommarspelen 2016 i Rio de Janeiro, där han slutade på 11:e plats på 10 000 meter.
Den 15 september 2019 satte Kipsang Kamworor nytt världsrekord i halvmaraton med en tid på 58.01 minuter.